# Billingshurst
Billingshurst ist ein Dorf und Civil Parish im Horsham District (West Sussex, England).

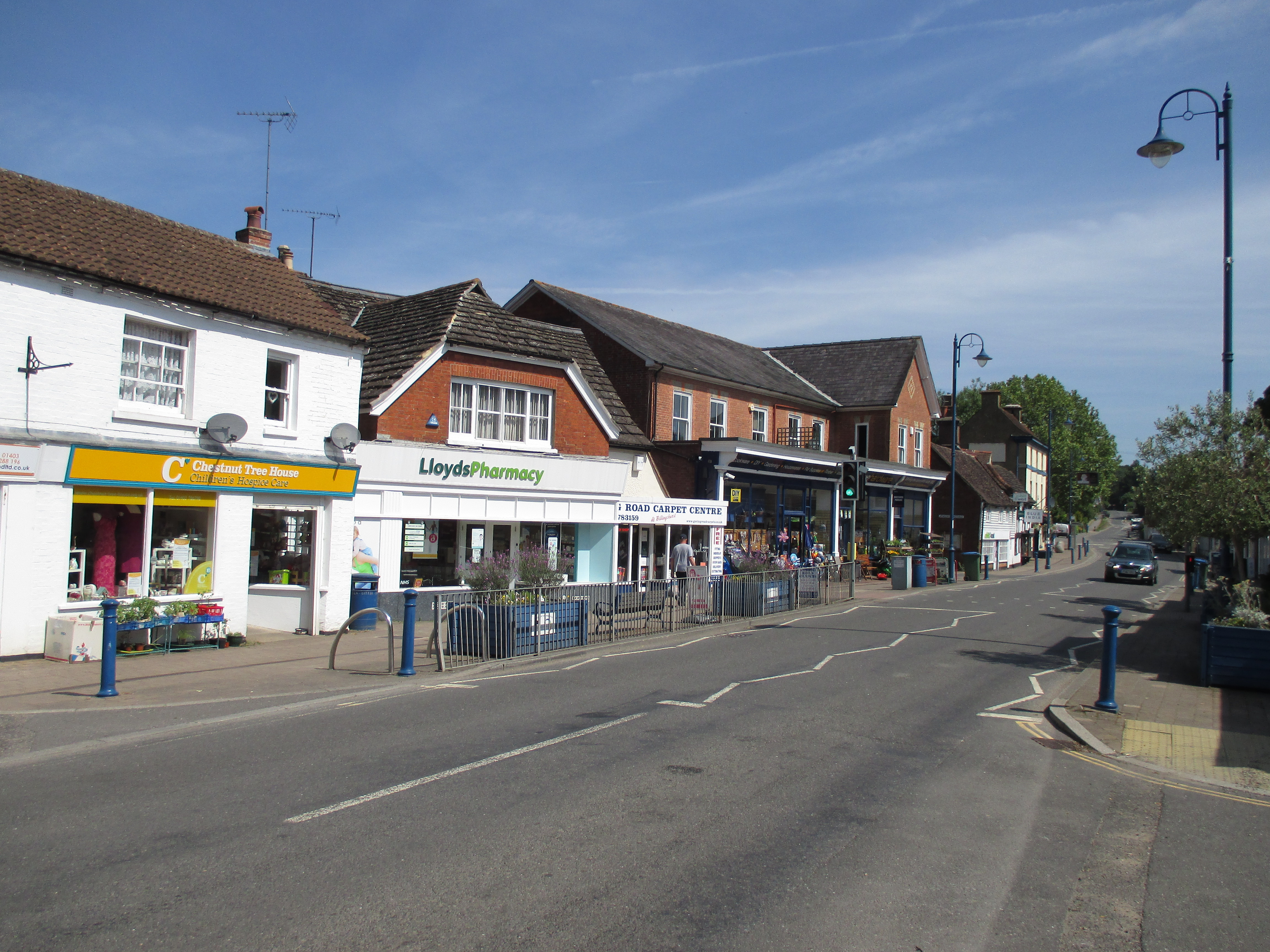
The High Street

## Namensbildung
Der Name des Dorfes hat seinen Ursprung im Altenglischen. Er bedeutet bewaldeter Hügel (vgl. Horst (Toponym)) von Bills Leuten. Das Familienoberhaupt bzw. der Sippenführer war ein Bill oder Billa.

## Kommunale Einrichtungen
Im Dorf befindet sich The Weald School, die sich aus einer weiterführenden Schule (englisch secondary school) und einer Oberstufe (englisch Sixth form college) zusammensetzt. Ganz in der Nähe befindet sich auch die Grundschule von Billingshurst.
Im östlichen Teil des Dorfes werden eine Wohnsiedlung und eine Verbindungsstraße gebaut. Außerdem sind Wohnungen und andere Einrichtungen in Bahnhofsnähe vorgesehen.

## Verkehr
Billingshurst liegt an der Kreuzung der Straßen A29 und A272.
Die Billingshurst railway station liegt an der Bahnstrecke Arun Valley Line. Es fahren Züge der Govia Thameslink Railway vom Bahnhof London Victoria bis nach Bognor Regis.
Das Dorf liegt östlich von Resten des Wey-Arun-Kanals, der parallel zum Fluss Arun verlief.

## Religion
Billingshurst hat vier Kirchen. St Mary's Church (Church of England) ist die älteste. Andere Kirchen sind St Gabriel's Church (Römisch-katholische Kirche), Billingshurst Family Church (Evangelikal) and Trinity Church (Vereinigte Reformierte Kirche). Die Billingshurst Unitarian Kapelle aus dem Jahr 1754 ist eine der ältesten Gebetshäuser der Nonkonformisten im Südosten Englands.

## Persönlichkeiten
- Paul Darrow (1941–2019), Schauspieler und Autor, lebte hier
- Harry Enfield (* 1961), Comedian, lebte hier
- Killa Kela (* 1979 in Billingshurst), Beatboxer